# Friedel Buckow
Pour les articles homonymes, voir Buckow (homonymie).
Friedel Buckow, également Friedel Buckow-Schier, née le 9 juillet 1897 dans l'Empire allemand et morte après 1966, est une monteuse allemande.

## Filmographie

### Au cinéma
- 1928 : Rasputins Liebesabenteuer
- 1931 : Gloria de Hans Behrendt et Yvan Noé
- 1932 : Eine Stadt steht kopf
- 1932 : Unheimliche Geschichten
- 1932 : Gräfin Mariza de Richard Oswald :
- 1932 : Unmögliche Liebe
- 1933 : Die Blume von Hawaii (de) de Richard Oswald
- 1933 : Liebelei de Max Ophüls
- 1933 : Ein Lied geht um die Welt (de) de Richard Oswald
- 1933 : Der Judas von Tirol
- 1933 : Drei Kaiserjäger
- 1934 : Zigeunerblut
- 1934 : Abenteuer im Südexpreß
- 1935 : Les Piliers de la société (Stützen der Gesellschaft) de Douglas Sirk
- 1936 : Schloß Vogelöd
- 1936 : Männer vor der Ehe
- 1936 : Annemarie
- 1937 : Der Klapperstorchverband
- 1939 : Ein Mann auf Abwegen
- 1939 : Ihr Privatsekretär
- 1940 : Trenck, der Pandur
- 1941 : Carl Peters (Carl Peters) de Herbert Selpin
- 1941 : Geheimakte W.B.1
- 1943 : Titanic (Titanic) d'Herbert Selpin et Werner Klingler
- 1943 : Die unheimliche Wandlung des Alex Roscher
- 1944 : Es lebe die Liebe
- 1944 : Philine
- 1945 : Liebesheirat
- 1949 : Hallo – Sie haben Ihre Frau vergessen
- 1949 : Wer bist du, den ich liebe?
- 1949 : 12 Herzen für Charly
- 1951 : Das ewige Spiel de František Čáp
- 1952 : Einmal am Rhein
- 1953 : Die Junggesellenfalle
- 1953 : Der Vogelhändler
- 1953 : Jonny rettet Nebrador
- 1954 : Die Sonne von St. Moritz
- 1954 : Keine Angst vor Schwiegermüttern
- 1954 : Victoria et son hussard (de) (Viktoria und ihr Husar) de Rudolf Schündler
- 1956 : Hilfe – sie liebt mich!
- 1956 : Mädchen und Männer
- 1957 : Liebe, wie die Frau sie wünscht
- 1958 : Alle Sünden dieser Erde (de) de Fritz Umgelter
- 1958 : Sehnsucht hat mich verführt
- 1958 : Le péché commence avec Ève (Mit Eva fing die Sünde an)
- 1959 : La Femme nue et Satan (Die Nackte und der Satan)
- 1960 : Das Land der Zukunft (film documentaire)
- 1960 : Das Mädchen mit den schmalen Hüften (de)
- 1960 : Flitterwochen in der Hölle (de) de Johannes Kai
- 1962 : Auf den Spuren Darwins (film documentaire)

### À la télévision
- 1963 : Das Kriminalmuseum  (téléfilm, épisode Fünf Fotos (de))